# 986

## Evenimente
- 17 august: Bătălia de la Porțile lui Traian (trecătoare în Bulgaria). Confruntare între oștile bizantine, conduse de împăratul Vasile al II-lea, și cele bulgare, încheiată cu înfrângerea bizantinilor.

## Nașteri
- dată necunoscută: Bezprym  (d. 1032)

## Decese
- 2 martie: Lothar al Franței, 44 ani, rege al Franciei Occidentale (n. 941)
- 25 mai: Al-Sufi, 82 ani, astronom islamic persan (n. 903)